# 尿管皮膚瘻
尿管皮膚瘻（にょうかんひふろう）は膀胱癌の治療に際し、回腸導管等の代用膀胱を作成する代わりに、尿管断端をそのまま腹部皮膚面に出し、ストーマとした物。一般に人工膀胱の一種として扱われる。
2本の尿管を腹部の一方のサイドの近接した皮膚面に出して1つのストーマにする場合と、腹部の両サイドに尿管を1本ずつ出して2つのストーマを造る場合がある。ストーマの管理を容易にするために、1つのストーマにする場合が多い。何れにしろ回腸導管の場合と同様、排泄した尿を一時的に蓄積するストーマパウチの貼付が必要である。